# Calcio Como 2014-2015
Questa voce raccoglie le informazioni riguardanti il Calcio Como nelle competizioni ufficiali della stagione 2014-2015.

## Stagione
Nella stagione 2014-2015 il Como partecipa a tre competizioni ufficiali: il campionato di Lega Pro, la Coppa Italia e la Coppa Italia Lega Pro.
La squadra inizia la stagione agonistica ad agosto con i turni eliminatori di Coppa Italia. L'esordio vede la vittoria dei lariani nei confronti del Matelica, formazione di Serie D, per 5-0. Nel successivo incontro con il Frosinone, squadra di Serie B, la formazione lariana pareggia per 0-0 e si qualifica al turno successivo dopo i rigori (3-1) con il portiere comasco Crispino autore di 2 parate su Frara e Crivello. Nel terzo turno il Como è opposto alla Sampdoria (Serie A) che a Marassi vince per 4-1 ed elimina così i lariani: tripletta di Éder (che sbaglia anche un rigore, parato da Falcone) e Gabbiadini per i doriani, Le Noci su rigore per la squadra comasca.
In campionato, invece, il Como inizia con 5 risultati utili consecutivi (due pareggi casalinghi, due vittorie in trasferta e una in casa) che permettono alla squadra lariana di raggiungere il primo posto in classifica a pari punti con il Pavia. Nella giornata successiva, complice la sconfitta in casa della Giana Erminio, i lariani perdono la vetta della classifica ma vi ritornano prima in coabitazione con Bassano Virtus e Real Vicenza all'ottava giornata e poi solitari all'undicesima. Le successive sconfitte esterne contro Novara e Bassano Virtus fanno perdere qualche posizione in classifica ai lariani che nelle partite seguenti alternano quasi costantemente vittorie e sconfitte rimanendo comunque sempre a ridosso della zona play-off. Il Como, dopo la sconfitta casalinga (terza consecutiva al Sinigaglia) contro il Mantova, chiude il girone di andata al quinto posto a quota 32 punti. Dopo l'ulteriore sconfitta nella prima giornata del girone di ritorno in casa del Südtirol (2-0), la società lariana decide di esonerare l'allenatore Giovanni Colella sostituendolo con Carlo Sabatini che firma con il Como fino alla fine della stagione. Con il nuovo allenatore il Como, dopo un pareggio una vittoria e una sconfitta, inanella 8 risultati utili consecutivi, passando dall'ottava alla quinta posizione e riportandosi così a ridosso della zona play-off. Dopo le due successive sconfitte con Cremonese e Bassano Virtus, il Como, a 5 giornate dal termine del campionato, si trova a quota 54 punti e a 6 dal quarto posto, ultimo utile per i play-off. In queste ultime 5 gare i lariani ottengono 4 vittorie (tra cui quelle negli scontri diretti con Alessandria e Pavia) e un pareggio; complici anche i 3 pareggi ottenuti nelle ultime 3 giornate dalla squadra piemontese questi 13 punti consentono alla squadra lariana di raggiungere la quarta piazza e di qualificarsi così per i play-off. Nei quarti di finale dei play-off il Como ha affrontato e battuto in trasferta il Benevento, seconda classificata nel girone C. In semifinale i lariani hanno eliminato ai rigori il Matera, terzo classificato nel girone C, dopo il doppio 1-1 della gara di andata e ritorno. In finale il Como si trova opposto al Bassano Virtus, secondo nello stesso girone della squadra lombarda; grazie alla vittoria casalinga per 2-0 e al pareggio per 0-0 a Bassano del Grappa i lariani guadagnano la promozione in Serie B ritornando così tra i cadetti 11 anni dopo l'ultima apparizione (2003-2004).
In Coppa Italia Lega Pro il Como, data la partecipazione alla Coppa Italia, è automaticamente qualificato alla fase a eliminazione diretta. Nei sedicesimi di finale i lariani eliminano il Novara (2-0), negli ottavi l'Alessandria (4-0), nei quarti il Renate (2-0) infine in semifinale la SPAL (0-2 a Ferrara e 0-0 a Como). In finale il Como affronta il Cosenza che batte i lariani sia al Sinigaglia (4-1), sia al San Vito (1-0) e si aggiudica così il trofeo.

## Divise e sponsor
Lo sponsor tecnico per la stagione 2014-2015 è Legea, mentre lo sponsor ufficiale è Volvo. Sulla maglia (in alto a sinistra) e sui pantaloncini (a destra) è inoltre presente un secondo sponsor, FoxTown.
Come per la stagione precedente, la prima divisa è composta da una maglia azzurra con colletto bianco e da pantaloncini azzurri e calzettoni azzurri. La divisa di riserva presenta lo stesso motivo di quella casalinga ed è di colore rosso mentre la terza divisa è completamente bianca con inserti blu.
Il 6 gennaio 2015, nell'ultima partita del girone di andata giocata in casa contro il Mantova, i lariani hanno indossato una maglia celebrativa per il centenario della vittoria della Diamond's Sculls ottenuta da Giuseppe Sinigaglia (cui è dedicato lo stadio di Como) il 4 luglio 1914. La maglia ha lo stesso disegno della prima e seconda divisa e i colori utilizzati sono quelli ufficiali della Canottieri Lario: il bianco (maglia e calzettoni) e il nero (colletto, maniche e pantaloncini).
| Casa | Trasferta | Terza divisa | Terza divisa alternativa | Centenario Sinigaglia | Finale andata Coppa Italia Lega Pro |

## Organigramma societario
Area direttiva
- Presidente onorario: Gianluca Zambrotta
- Presidente: Pietro Porro
- Vicepresidente: Flavio Foti
- Consigliere delegato: Fabio Bruni

Area organizzativa
- Responsabile amministrazione finanza e controllo: Fabio Lori
- Segretario generale: Giorgio Bressani
- Responsabile commerciale: Angelo Locatelli
- Ufficio legale e responsabile comunicazione e marketing: Fabrizio Diana
- Addetto stampa: Ginevra Tagliaferri
- Ufficio stampa: Vincenzo Carrante, Alessandro Camagni, Massimiliano Cappellin

Area tecnica
- Direttore sportivo: Giovanni Dolci
- Allenatore: Giovanni Colella (fino all'11 gennaio 2015[9]), Carlo Sabatini (dal 13 gennaio 2015[10])
- Allenatore in seconda: Moreno Greco
- Preparatore atletico: Simon Barjie
- Preparatore dei portieri: Fabrizio Paese
- Mental trainer: Samuele Robbioni
- Consulente per la preparazione atletica: Fulvio Sguazzero
- Team manager: Claudio Maspero
- Addetto all'arbitro: Aldo Mosconi

Area sanitaria
- Responsabile staff sanitario: Francesco Floris[22]
- Medico sociale: Alberto Giughello
- Fisioterapisti: Marco Mascheroni, Felisiano Villani

## Rosa
Rosa e ruoli, tratti dal sito ufficiale della società, sono aggiornati al 2 febbraio 2015.
| N. |                   | Ruolo | Calciatore                       |
| -- | ----------------- | ----- | -------------------------------- |
|    | Italia (bandiera) | P     | Diamante Crispino                |
|    | Italia (bandiera) | P     | Wladimiro Falcone                |
|    | Italia (bandiera) | D     | Cesare Ambrosini (vice capitano) |
|    | Italia (bandiera) | D     | Luca Barlocco                    |
|    | Italia (bandiera) | D     | Marco Cassetti                   |
|    | Italia (bandiera) | D     | Nicolò Curti                     |
|    | Italia (bandiera) | D     | Simone Fautario                  |
|    | Italia (bandiera) | D     | Antonio Giosa                    |
|    | Italia (bandiera) | D     | Fabio Lebran                     |
|    | Italia (bandiera) | D     | Paolo Marchi                     |
|    | Italia (bandiera) | D     | Andrea Marconi                   |
|    | Italia (bandiera) | D     | Gabriele Rolando                 |
|    | Italia (bandiera) | D     | Marco Russu                      |
|    | Italia (bandiera) | D     | Davide Sala                      |
|    | Italia (bandiera) | C     | Andrea Ardito (capitano)         |
|    | Italia (bandiera) | C     | Luca Berardocco                  |

| N. |                   | Ruolo | Calciatore             |
| -- | ----------------- | ----- | ---------------------- |
|    | Italia (bandiera) | C     | Giacomo Casoli         |
|    | Italia (bandiera) | C     | Ivan Castiglia         |
|    | Italia (bandiera) | C     | Alessandro Comentale   |
|    | Italia (bandiera) | C     | Nicolò Corticchia      |
|    | Italia (bandiera) | C     | Alessio Cristiani      |
|    | Italia (bandiera) | C     | Giovanni Cristofari    |
|    | Italia (bandiera) | C     | Giovanni Fietta        |
|    | Italia (bandiera) | C     | Alessandro Rinaldi     |
|    | Italia (bandiera) | C     | Alessandro Scialpi     |
|    | Italia (bandiera) | A     | Matteo Cortesi         |
|    | Italia (bandiera) | A     | Claudio De Sousa       |
|    | Italia (bandiera) | A     | Edoardo Defendi        |
|    | Italia (bandiera) | A     | Simone Andrea Ganz     |
|    | Italia (bandiera) | A     | Giuseppe Le Noci       |
|    | Italia (bandiera) | A     | Piergiuseppe Maritato  |
|    | Italia (bandiera) | A     | Anthony Matteo Longato |

## Risultati

### Lega Pro

#### Girone di andata
| Como 31 agosto 2014, ore 18:00 CEST 1ª giornata | Como               | 0 – 0 referto | Südtirol | Stadio Giuseppe Sinigaglia (1 313 spett.)\| Arbitro: \| Marinelli (Tivoli) \| |
| Arbitro:                                        | Marinelli (Tivoli) |               |          |                                                                               |

| Arbitro: | Marini (Roma) |

|  |           |                         |
|  | Marcatori | 38’ Cristiani 53’ Curti |

| Arbitro: | Massimi (Termoli) |

|               |           |                |
| Cristiani 31’ | Marcatori | 77’ Dalla Bona |

| Arbitro: | Rasia (Bassano del Grappa) |

|  |           |                          |
|  | Marcatori | 64’ Le Noci 88’ De Sousa |

| Arbitro: | Serra (Torino) |

|                                         |           |  |
| De Sousa 27’ Le Noci 44’ E. Defendi 82’ | Marcatori |  |

| Arbitro: | Pillitteri (Palermo) |

|           |           |  |
| Sarao 88’ | Marcatori |  |

| Arbitro: | Piccinini (Forlì) |

|  |           |                        |
|  | Marcatori | 39’ Ganz 89’ Cristiani |

| Arbitro: | Guarino (Caltanissetta) |

|                                                   |           |                                |
| Rolando 40’ Fietta 49’ E. Defendi 57’ Le Noci 60’ | Marcatori | 20’, 27’ D'Errico 37’ Serafini |

| Arbitro: | Morreale (Roma) |

|                     |           |               |
| Vita 25’ Foglio 33’ | Marcatori | 90+2’ Le Noci |

| Arbitro: | Colosimo (Torino) |

|                     |           |  |
| Ganz 1’ Rolando 41’ | Marcatori |  |

| Arbitro: | Capone (Palermo) |

|                          |           |                  |
| Ganz 36’, 61’ Casoli 76’ | Marcatori | 56’ (rig.) Zubin |

| Arbitro: | Paolini (Ascoli Piceno) |

|                                               |           |  |
| Freddi 13’, 51’ Giosa 32’ (aut.) González 84’ | Marcatori |  |

| Arbitro: | Amoroso (Paola) |

|                  |           |                                            |
| E. Defendi 90+3’ | Marcatori | 62’ M. Marchi 74’ Di Francesco 84’ Kirilov |

| Arbitro: | Pagliardini (Arezzo) |

|                 |           |  |
| Nolè 66’ (rig.) | Marcatori |  |

| Arbitro: | Caso (Verona) |

|                         |           |  |
| Ganz 38’ E. Defendi 66’ | Marcatori |  |

| Arbitro: | Formato (Benevento) |

|  |           |           |
|  | Marcatori | 64’ Giosa |

| Arbitro: | Rapuano (Rimini) |

|  |           |                        |
|  | Marcatori | 48’ Rantier 63’ Guazzo |

| Arbitro: | Lanza (Nichelino) |

|              |           |                         |
| Cesarini 77’ | Marcatori | 73’ Ganz 85’ E. Defendi |

| Arbitro: | Pelagatti (Arezzo) |

|  |           |                               |
|  | Marcatori | 45+1’ Paro 78’ Di Santantonio |

#### Girone di ritorno
| Arbitro: | Baldicchi (Città di Castello) |

|                      |           |  |
| Campo 29’ Marras 74’ | Marcatori |  |

| Como 18 gennaio 2015, ore 11:00 CET 21ª giornata | Como             | 0 – 0 referto | Torres | Stadio Giuseppe Sinigaglia (1 184 spett.)\| Arbitro: \| Panarese (Lecce) \| |
| Arbitro:                                         | Panarese (Lecce) |               |        |                                                                             |

| Arbitro: | Guccini (Albano Laziale) |

|  |           |                            |
|  | Marcatori | 46’ Castiglia 84’ Scapuzzi |

| Arbitro: | Fiorini (Frosinone) |

|         |           |                      |
| Ganz 1’ | Marcatori | 18’ Spinelli 39’ Moi |

| Venezia 7 febbraio 2015, ore 16:00 CET 24ª giornata | Venezia           | 0 – 0 referto | Como | Stadio Pierluigi Penzo (1 090 spett.)\| Arbitro: \| Colosimo (Torino) \| |
| Arbitro:                                            | Colosimo (Torino) |               |      |                                                                          |

| Arbitro: | Luciano (Lamezia Terme) |

|          |           |  |
| Ganz 26’ | Marcatori |  |

| Arbitro: | Marinelli (Tivoli) |

|                    |           |                |
| Le Noci 33’ (rig.) | Marcatori | 12’ Tantardini |

| Arbitro: | Di Martino (Teramo) |

|  |           |                    |
|  | Marcatori | 75’ (rig.) Le Noci |

| Como 7 marzo 2015, ore 15:00 CET 28ª giornata | Como             | 0 – 0 referto | Monza | Stadio Giuseppe Sinigaglia (1 432 spett.)\| Arbitro: \| Sassoli (Arezzo) \| |
| Arbitro:                                      | Sassoli (Arezzo) |               |       |                                                                             |

| Arbitro: | Fanton (Lodi) |

|  |           |             |
|  | Marcatori | 71’ Le Noci |

| Arbitro: | Guccini (Albano Laziale) |

|                                 |           |                                                           |
| Franchini 5’ (rig.) Fissore 40’ | Marcatori | 22’ Le Noci 35’ (aut.) Placido 52’, 70’ Ganz 87’ Fautario |

| Arbitro: | Piccinini (Forlì) |

|           |           |  |
| Giosa 28’ | Marcatori |  |

| Arbitro: | Baroni (Firenze) |

|                  |           |  |
| Di Francesco 82’ | Marcatori |  |

| Arbitro: | Illuzzi (Molfetta) |

|                    |           |                                 |
| Le Noci 34’ (rig.) | Marcatori | 4’ Cattaneo 21’ (rig.) Iocolano |

| Arbitro: | Mainardi (Bergamo) |

|          |           |                            |
| Cruz 86’ | Marcatori | 15’ De Sousa 58’ Castiglia |

| Arbitro: | Ranaldi (Tivoli) |

|                |           |             |
| E. Defendi 31’ | Marcatori | 61’ Dettori |

| Arbitro: | Di Martino (Teramo) |

|  |           |           |
|  | Marcatori | 48’ Giosa |

| Arbitro: | Serra (Torino) |

|                                |           |  |
| Le Noci 33’, 72’ Cristiani 59’ | Marcatori |  |

| Arbitro: | Formato (Benevento) |

|  |           |          |
|  | Marcatori | 48’ Ganz |

#### Play-off
| Arbitro: | Martinelli (Roma) |

|            |           |               |
| Mazzeo 51’ | Marcatori | 59’, 90’ Ganz |

| Arbitro: | Paolini (Ascoli Piceno) |

|          |           |              |
| Ganz 50’ | Marcatori | 47’ Carretta |

| Arbitro: | Marini (Roma) |

|                              |                      |                                          |
| Coletti 34’                  | Marcatori            | 54’ Defendi                              |
| Diop Flores Coletti Ferretti | Tiri di rigore 2 – 4 | Le Noci Maritato Cassetti Castiglia Ganz |

| Arbitro: | Rapuano (Rimini) |

|                      |           |  |
| Le Noci 11’ Ganz 81’ | Marcatori |  |

| Bassano del Grappa 14 giugno 2015, ore 16:00 CEST Finale - Ritorno | Bassano Virtus     | 0 – 0 referto | Como | Stadio Rino Mercante (circa 3 000 spett.)\| Arbitro: \| Marinelli (Tivoli) \| |
| Arbitro:                                                           | Marinelli (Tivoli) |               |      |                                                                               |

### Coppa Italia
| Arbitro: | Capone (Palermo) |

|                                                          |           |  |
| Fietta 21’, 43’ Le Noci 45+3’, 51’ (rig.) E. Defendi 65’ | Marcatori |  |

| Arbitro: | Pasqua (Tivoli) |

|                                   |                      |                                            |
| Frara Curiale D. Ciofani Crivello | Tiri di rigore 1 – 3 | Le Noci E. Defendi Casoli Ambrosini Fietta |

| Arbitro: | Pairetto (Nichelino) |

|                                  |           |                    |
| Éder 6’, 57’, 74’ Gabbiadini 13’ | Marcatori | 32’ (rig.) Le Noci |

### Coppa Italia Lega Pro
| Arbitro: | Perotti (Legnano) |

|                       |           |  |
| Scapuzzi 39’ Ganz 55’ | Marcatori |  |

| Arbitro: | Rossi (Rovigo) |

|                                                 |           |  |
| E. Defendi 14’ Ganz 28’ (rig.), 33’ Cortesi 59’ | Marcatori |  |

| Arbitro: | Candeo (Este) |

|                           |           |  |
| De Sousa 80’ Casoli 90+2’ | Marcatori |  |

| Arbitro: | Mainardi (Bergamo) |

|  |           |                            |
|  | Marcatori | 16’ Scapuzzi 64’ Cristiani |

| Como 25 febbraio 2015, ore 15:00 CET Semifinale - Ritorno | Como        | 0 – 0 referto | SPAL | Stadio Giuseppe Sinigaglia (318 spett.)\| Arbitro: \| Giua (Pisa) \| |
| Arbitro:                                                  | Giua (Pisa) |               |      |                                                                      |

| Arbitro: | Piccinini (Forlì) |

|             |           |                                                        |
| Le Noci 69’ | Marcatori | 24’ Criaco 26’ De Angelis 57’ Statella 90+2’ Calderini |

| Arbitro: | Di Ruberto (Nocera Inferiore) |

|             |           |  |
| Ciancio 33’ | Marcatori |  |

## Statistiche

### Statistiche di squadra
| Competizione          | Punti | In casa | In casa | In casa | In casa | In casa | In casa | In trasferta | In trasferta | In trasferta | In trasferta | In trasferta | In trasferta | Totale | Totale | Totale | Totale | Totale | Totale | DR  |
| Competizione          | Punti | G       | V       | N       | P       | Gf      | Gs      | G            | V            | N            | P            | Gf           | Gs           | G      | V      | N      | P      | Gf     | Gs     | DR  |
| --------------------- | ----- | ------- | ------- | ------- | ------- | ------- | ------- | ------------ | ------------ | ------------ | ------------ | ------------ | ------------ | ------ | ------ | ------ | ------ | ------ | ------ | --- |
| Lega Pro              | 67    | 19      | 8       | 6       | 5       | 25      | 18      | 19           | 12           | 1            | 6            | 23           | 15           | 38     | 20     | 7      | 11     | 48     | 33     | +15 |
| Play-off Lega Pro     | -     | 2       | 1       | 1       | 0       | 3       | 1       | 3            | 1            | 2            | 0            | 3            | 2            | 5      | 2      | 3      | 0      | 6      | 3      | +3  |
| Coppa Italia          | -     | 1       | 1       | 0       | 0       | 5       | 0       | 2            | 0            | 1            | 1            | 1            | 4            | 3      | 1      | 1      | 1      | 6      | 4      | +2  |
| Coppa Italia Lega Pro | -     | 5       | 3       | 1       | 1       | 9       | 4       | 2            | 1            | 0            | 1            | 2            | 1            | 7      | 4      | 1      | 2      | 11     | 5      | +6  |
| Totale                | -     | 27      | 13      | 8       | 6       | 42      | 23      | 26           | 14           | 4            | 8            | 29           | 22           | 53     | 27     | 12     | 14     | 71     | 45     | +26 |

### Statistiche dei giocatori
Sono in corsivo i calciatori che hanno lasciato la società durante la stagione.
| Giocatore     | Lega Pro | Lega Pro | Lega Pro    | Lega Pro   | Play-off Lega Pro | Play-off Lega Pro | Play-off Lega Pro | Play-off Lega Pro | Coppa Italia | Coppa Italia | Coppa Italia | Coppa Italia | Coppa Italia Lega Pro | Coppa Italia Lega Pro | Coppa Italia Lega Pro | Coppa Italia Lega Pro | Totale   | Totale | Totale      | Totale     |
| Giocatore     | Presenze | Reti     | Ammonizioni | Espulsioni | Presenze          | Reti              | Ammonizioni       | Espulsioni        | Presenze     | Reti         | Ammonizioni  | Espulsioni   | Presenze              | Reti                  | Ammonizioni           | Espulsioni            | Presenze | Reti   | Ammonizioni | Espulsioni |
| ------------- | -------- | -------- | ----------- | ---------- | ----------------- | ----------------- | ----------------- | ----------------- | ------------ | ------------ | ------------ | ------------ | --------------------- | --------------------- | --------------------- | --------------------- | -------- | ------ | ----------- | ---------- |
| C. Ambrosini  | 28       | 0        | 6           | 0          | 5                 | 0                 | 2                 | 0                 | 3            | 0            | 1            | 0            | 7                     | 0                     | 1                     | 0                     | 43       | 0      | 10          | 0          |
| A. Ardito     | 19       | 0        | 4           | 0          | 3                 | 0                 | 0                 | 0                 | 2            | 0            | 0            | 0            | 0                     | 0                     | 0                     | 0                     | 24       | 0      | 4           | 0          |
| L. Barlocco   | 0        | 0        | 0           | 0          | 0                 | 0                 | 0                 | 0                 | -            | -            | -            | -            | 1                     | 0                     | 0                     | 0                     | 1        | 0      | 0           | 0          |
| L. Berardocco | 9        | 0        | 2           | 0          | 0                 | 0                 | 0                 | 0                 | -            | -            | -            | -            | 4                     | 0                     | 1                     | 0                     | 13       | 0      | 3           | 0          |
| G. Casoli     | 34       | 1        | 5           | 0          | 5                 | 0                 | 0                 | 0                 | 3            | 0            | 0            | 0            | 3                     | 1                     | 0                     | 0                     | 45       | 2      | 5           | 0          |
| M. Cassetti   | 10       | 0        | 7           | 1          | 3                 | 0                 | 1                 | 0                 | -            | -            | -            | -            | 1                     | 0                     | 0                     | 1                     | 14       | 0      | 8           | 2          |
| I. Castiglia  | 15       | 2        | 2           | 0          | 5                 | 0                 | 1                 | 0                 | -            | -            | -            | -            | 3                     | 0                     | 1                     | 0                     | 23       | 2      | 4           | 0          |
| A. Comentale  | 2        | 0        | 0           | 0          | -                 | -                 | -                 | -                 | 3            | 0            | 0            | 0            | 1                     | 0                     | 0                     | 0                     | 6        | 0      | 0           | 0          |
| M. Cortesi    | 0        | 0        | 0           | 0          | 0                 | 0                 | 0                 | 0                 | 0            | 0            | 0            | 0            | 1                     | 1                     | 0                     | 0                     | 1        | 1      | 0           | 0          |
| N. Corticchia | 10       | 0        | 3           | 0          | 0                 | 0                 | 0                 | 0                 | -            | -            | -            | -            | 5                     | 0                     | 1                     | 0                     | 15       | 0      | 4           | 0          |
| D. Crispino   | 29       | -24      | 2           | 0          | 5                 | -3                | 1                 | 0                 | 2            | -0           | 0            | 0            | 3                     | -4                    | 0                     | 0                     | 39       | -31    | 3           | 0          |
| A. Cristiani  | 31       | 4        | 4           | 0          | 4                 | 0                 | 0                 | 0                 | 2            | 0            | 0            | 0            | 5                     | 1                     | 0                     | 0                     | 42       | 5      | 4           | 0          |
| G. Cristofari | 4        | 0        | 3           | 1          | 0                 | 0                 | 0                 | 0                 | 2            | 0            | 0            | 0            | 1                     | 0                     | 0                     | 0                     | 7        | 0      | 3           | 1          |
| N. Curti      | 9        | 1        | 2           | 1          | 0                 | 0                 | 0                 | 0                 | 0            | 0            | 0            | 0            | 3                     | 0                     | 2                     | 0                     | 12       | 1      | 4           | 1          |
| C. De Sousa   | 31       | 3        | 0           | 0          | 0                 | 0                 | 0                 | 0                 | -            | -            | -            | -            | 4                     | 1                     | 0                     | 0                     | 35       | 4      | 0           | 0          |
| E. Defendi    | 28       | 6        | 1           | 0          | 4                 | 1                 | 0                 | 0                 | 3            | 1            | 0            | 0            | 4                     | 1                     | 1                     | 0                     | 39       | 9      | 2           | 0          |
| W. Falcone    | 9        | -9       | 0           | 0          | 0                 | -0                | 0                 | 0                 | 1            | -4           | 0            | 0            | 4                     | -1                    | 0                     | 0                     | 14       | -14    | 0           | 0          |
| S. Fautario   | 17       | 1        | 6           | 2          | 5                 | 0                 | 2                 | 0                 | 2            | 0            | 0            | 0            | 4                     | 0                     | 1                     | 0                     | 28       | 1      | 9           | 2          |
| G. Fietta     | 29       | 1        | 3           | 0          | 5                 | 0                 | 1                 | 0                 | 3            | 2            | 2            | 0            | 5                     | 0                     | 1                     | 0                     | 42       | 3      | 7           | 0          |
| S. A. Ganz    | 35       | 11       | 5           | 1          | 5                 | 4                 | 1                 | 0                 | 2            | 0            | 0            | 0            | 4                     | 3                     | 2                     | 0                     | 46       | 18     | 8           | 1          |
| A. Giosa      | 27       | 3        | 9           | 1          | 5                 | 0                 | 1                 | 0                 | 2            | 0            | 0            | 0            | 3                     | 0                     | 1                     | 0                     | 37       | 3      | 11          | 1          |
| G. Le Noci    | 38       | 11       | 5           | 0          | 5                 | 1                 | 0                 | 0                 | 3            | 3            | 0            | 0            | 3                     | 1                     | 0                     | 0                     | 49       | 16     | 5           | 0          |
| F. Lebran     | 23       | 0        | 5           | 1          | 2                 | 0                 | 0                 | 0                 | 0            | 0            | 0            | 0            | 6                     | 0                     | 1                     | 0                     | 31       | 0      | 6           | 1          |
| P. Marchi     | 22       | 0        | 5           | 2          | 0                 | 0                 | 0                 | 0                 | 3            | 0            | 0            | 0            | 4                     | 0                     | 0                     | 0                     | 29       | 0      | 5           | 2          |
| A. Marconi    | 15       | 0        | 1           | 0          | 4                 | 0                 | 0                 | 0                 | -            | -            | -            | -            | 3                     | 0                     | 1                     | 0                     | 22       | 0      | 2           | 0          |
| P. Maritato   | 2        | 0        | 0           | 0          | 1                 | 0                 | 0                 | 0                 | -            | -            | -            | -            | 1                     | 0                     | 0                     | 0                     | 4        | 0      | 0           | 0          |
| A. Rinaldi    | 10       | 0        | 4           | 0          | 1                 | 0                 | 0                 | 0                 | -            | -            | -            | -            | 4                     | 0                     | 0                     | 0                     | 15       | 0      | 4           | 0          |
| G. Rolando    | 18       | 2        | 0           | 0          | 1                 | 0                 | 0                 | 0                 | 3            | 0            | 0            | 0            | 5                     | 0                     | 0                     | 0                     | 27       | 2      | 0           | 0          |
| M. Russu      | 6        | 0        | 1           | 0          | 0                 | 0                 | 0                 | 0                 | 1            | 0            | 0            | 0            | 0                     | 0                     | 0                     | 0                     | 7        | 0      | 1           | 0          |
| D. Sala       | 0        | 0        | 0           | 0          | -                 | -                 | -                 | -                 | 0            | 0            | 0            | 0            | 1                     | 0                     | 0                     | 0                     | 1        | 0      | 0           | 0          |
| L. Scapuzzi   | 15       | 1        | 0           | 0          | 0                 | 0                 | 0                 | 0                 | -            | -            | -            | -            | 5                     | 2                     | 1                     | 0                     | 20       | 3      | 1           | 0          |
| A. Scialpi    | -        | -        | -           | -          | -                 | -                 | -                 | -                 | 1            | 0            | 0            | 0            | -                     | -                     | -                     | -                     | 1        | 0      | 0           | 0          |